# Langues zaparoanes

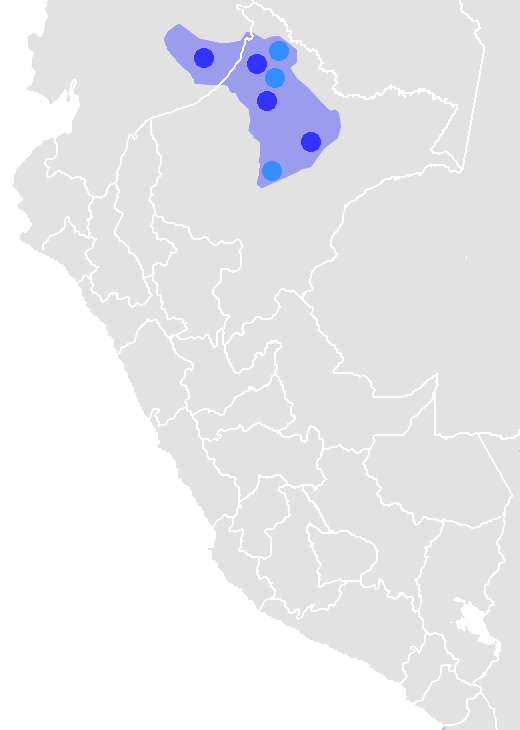

Quatre groupes contemporains constituent l’ensemble linguistique záparo. Aujourd’hui peu nombreux, ils eurent dans l’histoire de la Haute Amazonie une place singulière par la bienveillance particulière des missionnaires à leur égard. Au XVIIIe siècle, l’ensemble záparo était formé de nombreux groupes maintenant disparus (notamment les Gae et les Semigae).

## L'ensemble linguistique záparo aujourd'hui
Aujourd'hui tous les groupes de cet ensemble sont en voie d'extinction. Ils occupent des territoires situés de part et d'autre de la frontière Pérou/Équateur.

### les Iquito
Les Iquito s’autodésignaient akenoini. Le nom iquito est dérivé d’un terme relationnel yameo. L’axe central de leur territoire est constitué par le río Nanay et le Pintoyacu – ancien río Blanco, affluent du Nanay au Pérou.
En 1992 ils seraient 120. Les Iquito sont majoritairement monolingues espagnol : en 1992 sont recensés une dizaine de locuteurs bilingues iquito / espagnol et une vieille femme monolingue iquito.

### les Arabela
Les Arabela,(tapueyocuaca est le terme par lequel ils s’autodénomment), vivent sur les bords du fleuve éponyme, affluent du bas Curaray (Pérou), habitent l’ancien territoire des Semigae.
En 1997, on compte 350 Arabela dont 150 locuteurs. Les Arabela, en raison des mariages avec les Quechua du Napo, sont bilingues dans les langues arabela et quichua. La part importante des jeunes (51 % de cette population ont moins de 15 ans en 1997) – également bilingues – est un facteur important pour le maintien et la préservation de la langue.

### les Zapara
Les Zapara vivent le long des fleuves Conambo et Pindoyacu et sur le haut Curaray en Équateur, et le long du Tigre au Pérou. Ils possédaient autrefois un territoire beaucoup plus vaste qui s’étendait (du XVIII et XIXe siècle) des ríos Pastaza à Curaray et du piémont andin à la frontière péruvienne (Reeve).
Le nom « Záparo » vient du panier fait de lianes bejuco fendues en deux et deux fois tressées, entre lesquelles des feuilles imperméables sont placées, et d’un couvercle travaillé de la même façon, dont les Záparo se servent pour mettre leurs vêtements et autres biens au sec (Simson). Eux-mêmes s’autodésignent káyapwö  (Tessmann).
Aujourd'hui ils se désignent comme "Sápara", la lettre z n'existant pas dans leur langue.
Leur culture et langue ont été déclarées Patrimoine Immatériel de l'Humanité par l'UNESCO en 2001.
Ils sont estimés à 250 personnes en Équateur et autant au Pérou.

### les Andoa
Les Andoas, parlant l'andoa, vivent sur le fleuve Pastaza, au Pérou, ainsi que sur le Bobonaza en Équateur. Certains ethnohistoriens (Taylor) et linguistes (Gnerre) les classent dans la famille linguistique Jivaro.

## Vocabulaire commun
| Français | Andoa      | Arabela    | Kahouarano | Zapara          |
| -------- | ---------- | ---------- | ---------- | --------------- |
| Un       | Nikinjo    | Nikiriyatu | Núki       | Kuquaqui        |
| Deux     | Ishki      | Kaapika    | Kómi       | Namisciniqui    |
| Trois    | Kimsa      | Keraha     |            | Naimuckumarachi |
| Homme    | Yara'ka    | Puiyano    | Kai'       | Aroko           |
| Femme    | Mahĩ       | Maahi      | Muesáhi    | Hityuma         |
| Chien    | A'tsari'   | Sare       | Müiyaro    | Arjoko          |
| Soleil   | Upa'nanu'u | Pananu     | Nonamiha   | Yanokwa         |
| Lune     | A'raka'    | Raka       | Ahari'     | Kaʧikwa         |
| Eau      | Muwaka     | Mowaka     | Puratiatsa | Moriʧa          |